# Elektrický izolant

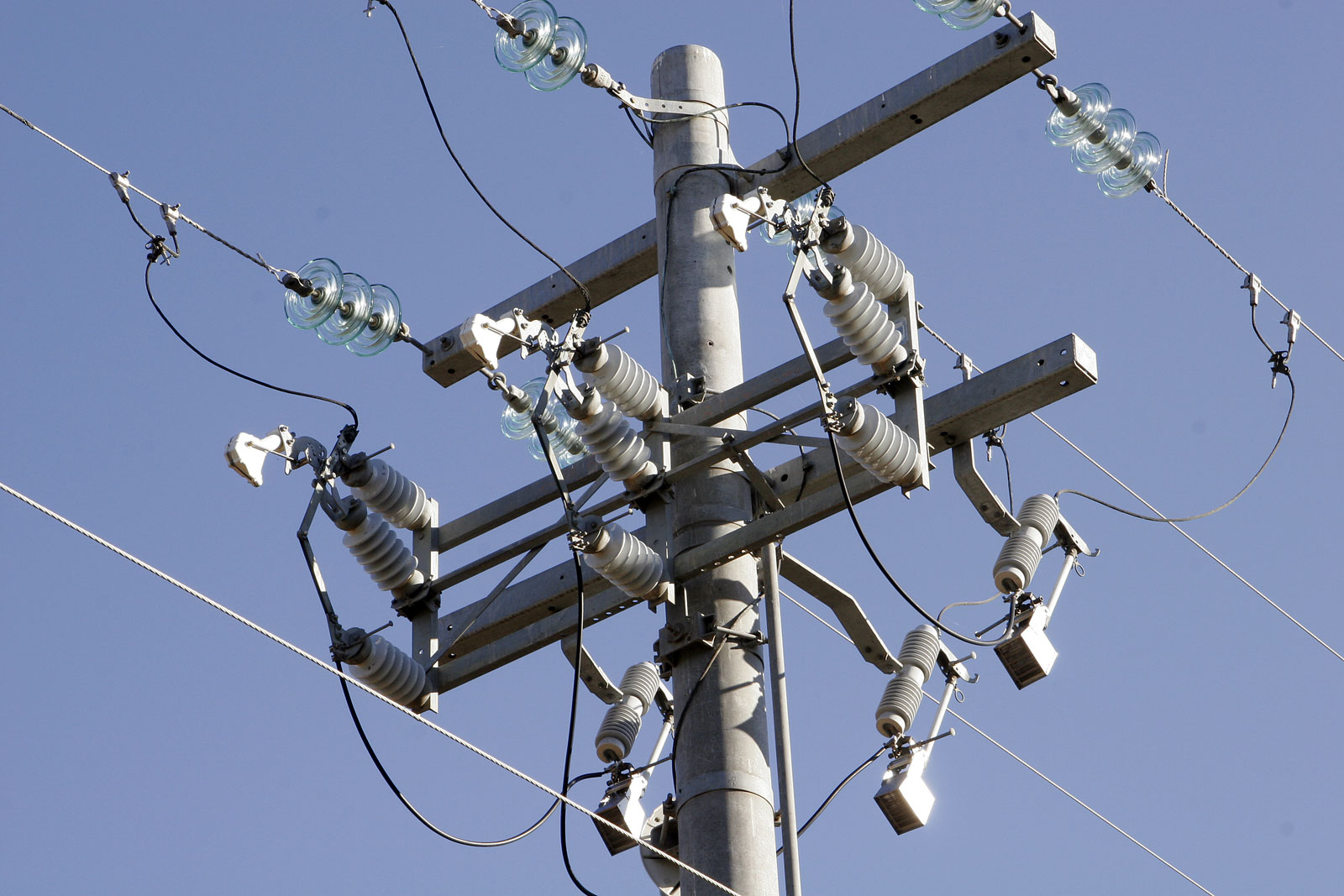
Elektrické vedení se skleněnými a keramickými izolátory

Elektrický izolant neboli nevodič je látka, která nevede elektrický proud. Elektrický izolant neobsahuje volné částice s elektrickým nábojem, nebo je obsahuje v zanedbatelném množství. Zamezuje průtoku elektrického proudu mezi vodiči, které mají rozdílný elektrický potenciál.
Dobrými izolanty jsou porcelán, sklo, většina plastů, suché dřevo, suchý papír, za normálních podmínek i vzduch nebo jiné plyny.

## Pojmy
Od slova izolátor se odvozují různé pojmy:
- ideální izolant – látka, absolutně nevodivá, neobsahuje žádné nosiče el. náboje, v praxi se nevyskytuje, ale používá se pro zjednodušení výpočtů
- reálný izolant – materiál, ve kterém se vyskytuje malé množství „nosičů“ elektrického náboje. Po vložení takové látky do elektrického pole, vede malý proud.
- izolátor – výrobek z izolantu – hotový materiál – například ze skla, porcelánu, keramiky
- izolace – izolační soustava elektrotechnických zařízení vytvořená často z různých typů izolátorů (na různých místech jsou potřeba různé izolační vlastnosti)

### Rozdíl mezi izolantem a dielektrikem
Často se zaměňují pojmy izolant a dielektrikum. Dielektrikum je materiál, který má schopnost polarizace. Každý izolant je dielektrikem, ne každé dielektrikum je izolantem. Izolant je takové dielektrikum, které je upravené pro účel průmyslové aplikace s cílem zamezit průchodu proudu. Vzhledem k atomové struktuře všech běžných látek a díky polarizovatelnosti atomu je (s výjimkou vakua) tento rozdíl spíše teoretický.

## Rozdělení izolantů

### Plynné izolanty
Obecnými vlastnostmi plynných izolantů jsou: nejnižší relativní permitivita (dielektrická konstanta), dielektrické ztráty prakticky nezávislé na frekvenci (pro neionizované), nízká hodnota konduktivity (měrné elektrické vodivosti), schopnost regenerace el. průrazu, rovnoměrné vyplnění prostoru, zvýšením tlaku dochází ke zvětšení elektrické pevnosti, zvýšením teploty dochází ke snížení elektrické pevnosti.
Použití běžných plynů:
- Vzduch – obsahuje určité množství vlhkosti – pro 20 °C je množství vodních par nasyceného vzduchu rovno 17,3×10−3 kg/m3. Pokud je vlhkost na 50% oproti nasycenému stavu a nižší, říkáme, že jde o suchý vzduch. Vzduch se jako izolant využívá pro venkovní vedení, vzduchové kondenzátory a transformátory. Pro vysokonapěťová zařízení musí být stlačen.
- Vodík – je nejlehčí, má nejnižší elektrickou pevnost, má 7× větší tepelnou vodivost než vzduch. Poslední zmíněné vlastnosti se využívá při použití vodíku jako chladicího média u velkých elektrických točivých strojů. Oproti vzduchu (který obsahuje kyslík) nepůsobí oxidačně. Velká nevýhoda vodíku je hořlavost a výbušnost ve směsi se vzduchem. Další využití nalézá v oblasti kryogenní techniky, jako umělá atmosféra při výrobě polovodičů a v el. pecích
- Dusík – Rovněž se využívá jako chladicí médium jako vodík. Na rozdíl od vodíku je ale chemicky stabilní a netvoří výbušnou směs se vzduchem. Využití nachází v kapalné podobě jako chladicí médium v kryogenní technice, v suchých výkonových transformátorech a jako inertní atmosféra v olejových transformátorech
- Oxid uhličitý – je těžší než vzduch, používá se ve stlačeném stavu jako dielektrikum vysokého napětí kapacitních normálů a někdy jako náplň ve výbojkách.

Použití vzácných plynů:
Vzácné plyny jsou: helium, neon, argon, krypton a xenon. Jsou to plyny inertní (netečné), využívají se často jako ve směsi s dusíkem v osvětlovací technice.
- Helium – kryogenní technika
- Helium + neon – laserová technika
- Argon – ochranná atmosféra při svařování kovů
- Xenon – náplň fotografických výbojek

Použití elektronegativních plynů:
Elektronegativní plyny obsahují chlor, fluor, což zvyšuje jejich elektrickou pevnost.
- Fluorid sírový (SF6) – je 5× těžší než vzduch, má vysokou el. pevnost, je chemicky stabilní do 200 °C. Při vyšší teplotě dochází k rozkladu na toxické látky. Používá se v zapouzdřených rozvodnách, transformátorech, vlnovodech a v koaxiálních kabelech.
- Fluorokarbony – skupina obsahující hexafluormetan, oktofluoropropan, oktofluorocyklobutan. Jsou teplotně stabilnější (cca 220 °C), netoxické (vylučují uhlík, ale nedochází ke vzniku toxických produktů).
- Chlorfluorkarbony – např. dichlordifluormetan (freon). Při běžných teplotách netoxický, chemicky stabilní (při teplotách nad 700 °C se rozkládá a vzniká jedovatý fosgen, kyselina chlorovodíková a kyselina fluorovodíková. Užívá se jako izolace u vysokonapěťových transformátorů a rentgenových zařízení.

### Kapalné izolanty
Kapalné izolanty se dělí na přírodní, kam patří skupina rostlinných olejů (směsi esterů, glycerinů a nenasycených mastných kyselin) a skupina minerálních olejů (směs různých uhlovodíků), a syntetické kapaliny (polybutyleny, chlorované uhlovodíky, fluorované sloučeniny, organické estery, silikonové kapaliny).
Obecné vlastnosti kapalných izolantů:
Vysoká elektrická pevnost, vysoký izolační odpor, dobrá tepelná vodivost, zaplňují póry a dutiny.
Použití minerálních olejů:
Minerální oleje jsou různými směsmi uhlovodíků z lehkých olejů, vyrábí se destilací ropy. Dělí se dále dle praktického využití:
- transformátorové
- kabelové
- kondenzátorové

Jsou toxické.

### Pevné izolanty
Anorganické amorfní
Velkou skupinou tohoto druhu pevných izolantů jsou skla.
Aplikace skel:
- konstrukční materiál
- vysokofrekvenční technika – borosilikátové sklo
- skleněná vlákna – hlinitoborosilikátová. Skleněná tkanina vytváří nosnou složku, kterou spojuje pryskyřice a vytváří elektrotechnický materiál
- skleněné pájky – nízkotavitelná skla. Dělí se dále na zátavová a obyčejná (alkalická)

Anorganické krystalické
- azbest – z azbestu se vyrábí azbestový papír (lakovaný nebo impregnovaný reaktoplastickou pryskyřicí) používaný jako mezizávitová izolace. Dále azbestová lepenka používaná jako vnitřní izolace krytů vypínačů a azbestové desky používané jako dělicí stěny v rozvodnách
- slída – ze slídy se vyrábí slídový papír. Slída rozmělněná na jemné částečky se zpracovává na papírenských strojích buďto chemicky (Bordetův způsob) nebo mechanicky (Haymannův způsob). Vyrábí se jako fólie a využívá se jako izolační systém elektrických strojů.

Organické přírodní
- živočišné – šelak, hedvábí
- rostlinné – kalafuna, kopál, jantar, dřevo

Organické syntetické
- termoplasty – vodní trubky
- reaktoplasty
- elastomery (kaučuky)